# 苏柏丽
苏柏丽（1971年5月24日—）为一名中國內地普通话配音演员，从事电视剧、电影配音工作二十余年。

## 生平
出生于天津的一个京剧世家，其外祖父是中国京剧四大名旦荀慧生，1990年移居香港并发展配音事业。 剛到香港不久，就被配音領班薛群邀請入嘉禾電影公司配音。2011年，苏柏丽回内地发展，成立北京丽音留香文化传媒有限公司，从事大陆及香港影视剧配音及监制工作。作品：花样年华、喜剧之王、无间道三部曲、功夫、少林足球、食神、长江七号、麦兜电影系列、神探驾到、冲上云霄等。為香港著名演員佘詩曼的專用配音員。

## 工作范畴
影视国、粤语配音
广告、旁白国、粤语配音
配音培训导师
配音监制、配音导演
演员台词指导
拍摄现场台词指导
国、粤语影视剧本顾问
国、粤语对白翻译

## 作为配音导演监制的影视作品
近几年作品集：
《黑色喜剧》、《2013我爱HK恭囍发财》、《恶战》、《大话天仙》、《神兽巴打》、《完美假期168》、《第一次不是你》、《第七谎言》、《沟女不离三兄弟》、《爆三俏娇娃》、《烂滚夫烂滚妻》、《百变爱人》、《四季人生》、《唐伯虎冲上云霄》、《猛龙特囧》、《冰封侠》国际版、《小姐诱心》、《神探驾到》、《冲上云霄》、《少年毛泽东》、麦兜系列电影等
历年作品摘要：
《喜剧之王》、《功夫》、《长江7号》、《少林足球》 、《花样年华》、《无间道》、《无间道II》、《无间道III终极无间》、《春天花花同学会》、《东成西就2011》、《头文字D》、《功夫厨神》、《嫁个有钱人》、《再说一次我爱你》 、《大搜查》、《证人》、《线人》、《我爱HK开心万岁》、《我爱HK2012-喜上加囍》、《Laughing哥之潜罪犯》、《Laughing 哥之变节》、《下一站天后》、《人间喜剧》、《分手说爱你》、《大蓝湖》、《翡翠明珠》、《新72家租客》、《扑克王》、《廉政行动2011》、《我的最爱》、《独家试爱》、《保持爱你》、《十分爱》、《亲爱的》、《婚前试爱》、《人约离婚后》、《十二夜》、《蜜桃成熟时33D》《完美嫁衣》、《翡翠明珠》、《双雄》、《黑白森林》、《行运超人》、《我要做Model》、《求爱上上签》、《安娜与武林》、《七年很痒》、《新警察故事》、《宝贝计划》、《野蛮秘笈》、《单身部落》、《提防老千》、《心想事成》、《破事儿》、《门徒》、《兄弟之生死同盟》、《文雀》、《内衣少女》、《绝代双娇》、《神枪手》、《跳出去》、《僵尸新战士》、《维多利亚壹号》、《猛男滚死队》、《潮性办公室》、《猛鬼爱情故事》、《新古惑仔之江湖新秩序》、《窃听风云1》、《白蛇传说》、电视剧《十里洋场》、《辣妈俏爸》等

## 参与节目

### 电视节目
- CCTV-4《华人世界—华人故事：她用声音演绎人生》[4]
- 江苏卫视《非常不一班》
- 浙江卫视《奇妙见面会》
- 湖北卫视《挑战女人帮》

### 电台节目
- FM94.1赣北之声《人物专访：风情万种—苏柏丽》
- 香港凤凰卫视《U.radio—人物专访》
- 新西兰广播《开心对对碰》
- 央广文艺之声《莫小姐的麦克风》